# Inferno (canción de Bella Poarch)
Inferno es una canción de la cantante y personalidad Bella Poarch y del músico y productor estadounidense Sub Urban. Fue lanzada a través de Warner Records el 13 de agosto de 2021 como el segundo sencillo del EP debut de Poarch, Dolls (2022) y el sencillo principal del álbum de estudio debut de Sub Urban, Hive (2022).  La canción sigue al lanzamiento en mayo de 2021 del sencillo debut de Poarch, Build a Bitch.

## Antecedentes y composición
A principios de agosto de 2021, Poarch anunció que lanzaría un nuevo sencillo el 13 de agosto. El anuncio estuvo acompañado de un video teaser de treinta segundos con apariciones especiales del productor Sub Urban junto con los streamers de Twitch Adin Ross, Disguised Toast, Ludwig y TommyInnit.

## Vídeo musical
En una declaración, Poarch incluyó una advertencia sobre el video musical. Ella escribió: «Como víctima de agresión sexual, esta canción y este vídeo significan mucho para mí. Es algo que no había estado preparada para compartir con ustedes. Me resultaba muy difícil hablar de ello, pero ahora estoy lista. Decidí expresarme creando una canción y un vídeo con Sub Urban basándome en cómo me gustaría que hubiera sido mi experiencia. Es una fantasía que desearía fuera realidad. Estoy deseando compartir esto con todos ustedes».
El vídeo (dirigido por Andrew Donoho) se desarrolla en un hotel con temática glamurosa de Hollywood en el que Poarch es drogada por dos hombres y llevada a un ascensor. Al entrar en el ascensor, desarrolla superpoderes y tortura a los hombres, mientras Sub Urban, un camarero, se asegura de que nadie la vea. Más tarde se revela que ella es el diablo en persona, con Sub Urban como Virgil, quien lleva a los abusadores a través de los 9 Círculos del Infierno junto al Infierno de Dante.
El vídeo musical incluye cameos de LilyPichu, Valkyrae, Adin Ross, Disguised Toast, Ludwig Ahgren, Pokimane, TommyInnit, CouRageJD, Ivana Alawi y Bretman Rock.

## Listas

### Listas semanales
| Lista (2021)                                | Posición más alta |
| ------------------------------------------- | ----------------- |
| Canada (Canadian Hot 100)                   | 61                |
| Global 200 (Billboard)                      | 103               |
| New Zealand Hot Singles (RMNZ)              | 13                |
| US Bubbling Under Hot 100 (Billboard)       | 4                 |
| US Hot Rock & Alternative Songs (Billboard) | 12                |

### Listas anuales
| Lista (2021)                                | Posición |
| ------------------------------------------- | -------- |
| US Hot Rock & Alternative Songs (Billboard) | 76       |